# Kankabchén Gamboa
Kankabchén Gamboa, es una localidad del estado de Yucatán, México, perteneciente al municipio de Baca ubicada al suroriente de Baca, la cabecera municipal. Se desarrolló en torno a la hacienda homónima por los acasallidaos de la misma.

## Toponimia
El nombre (Kankabchén Gamboa) proviene de Kankabchén que en idioma maya significa "pozo de tierra roja". y Gamboa al señor Pascual Gamboa Rivero, el primer propietario de la hacienda.

## Sitios de interés
La hacienda ha sido remodelada y actualmente funciona como lugar de recreo y cuenta con capilla, zoológico, huerta, caballerizas, ruedos, casino y jardines. El casco es rentado para celebraciones y reuniones sociales.

## Importancia histórica
Tuvo su esplendor durante la época del auge henequenero y emitió fichas de hacienda las cuales por su diseño son de interés para los numismáticos. Dichas fichas acreditan la hacienda como propiedad de Pascual Gamboa Rivero en 1910.

## Galería

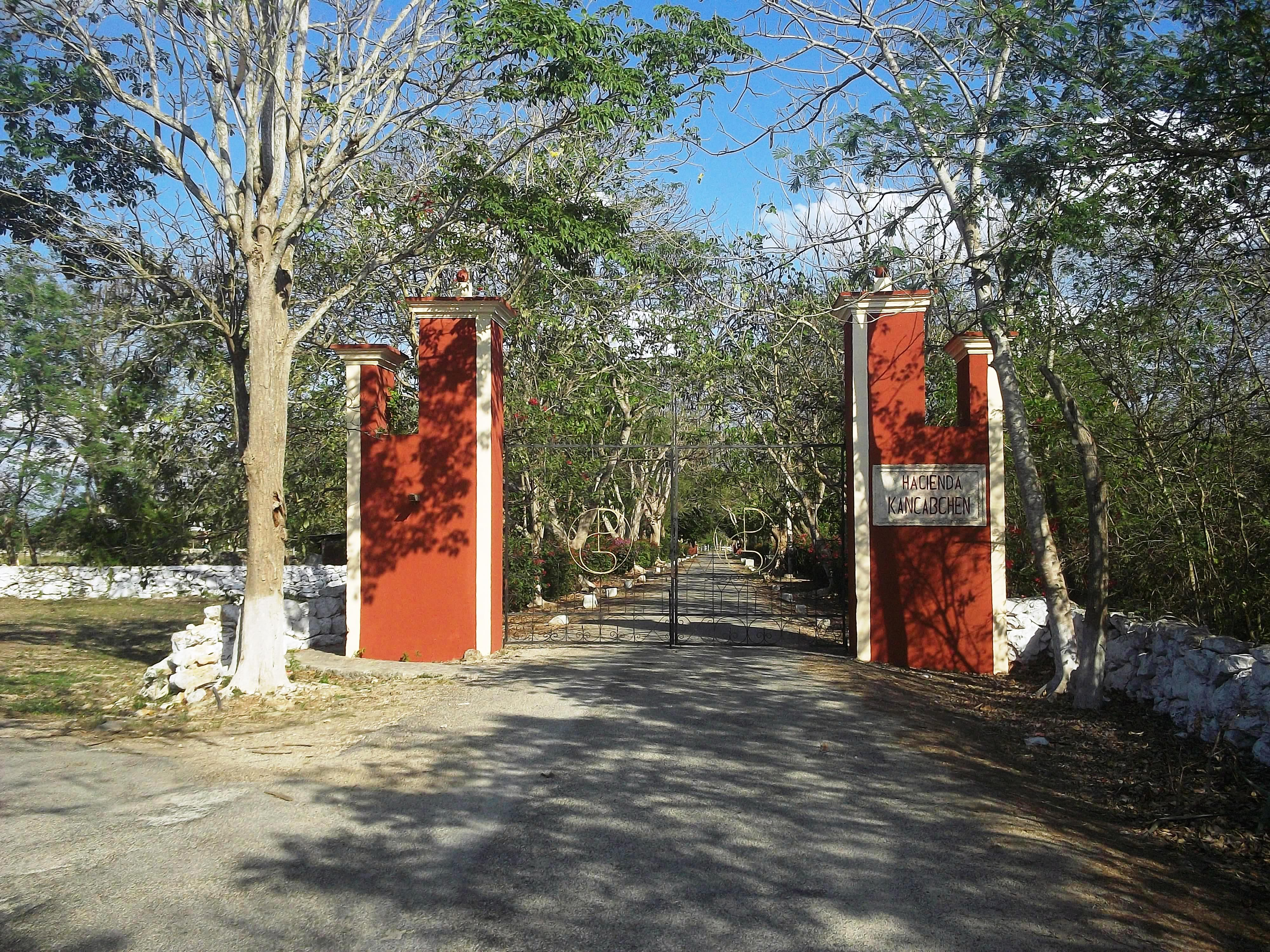
Entrada de la hacienda Kankabchén Gamboa.
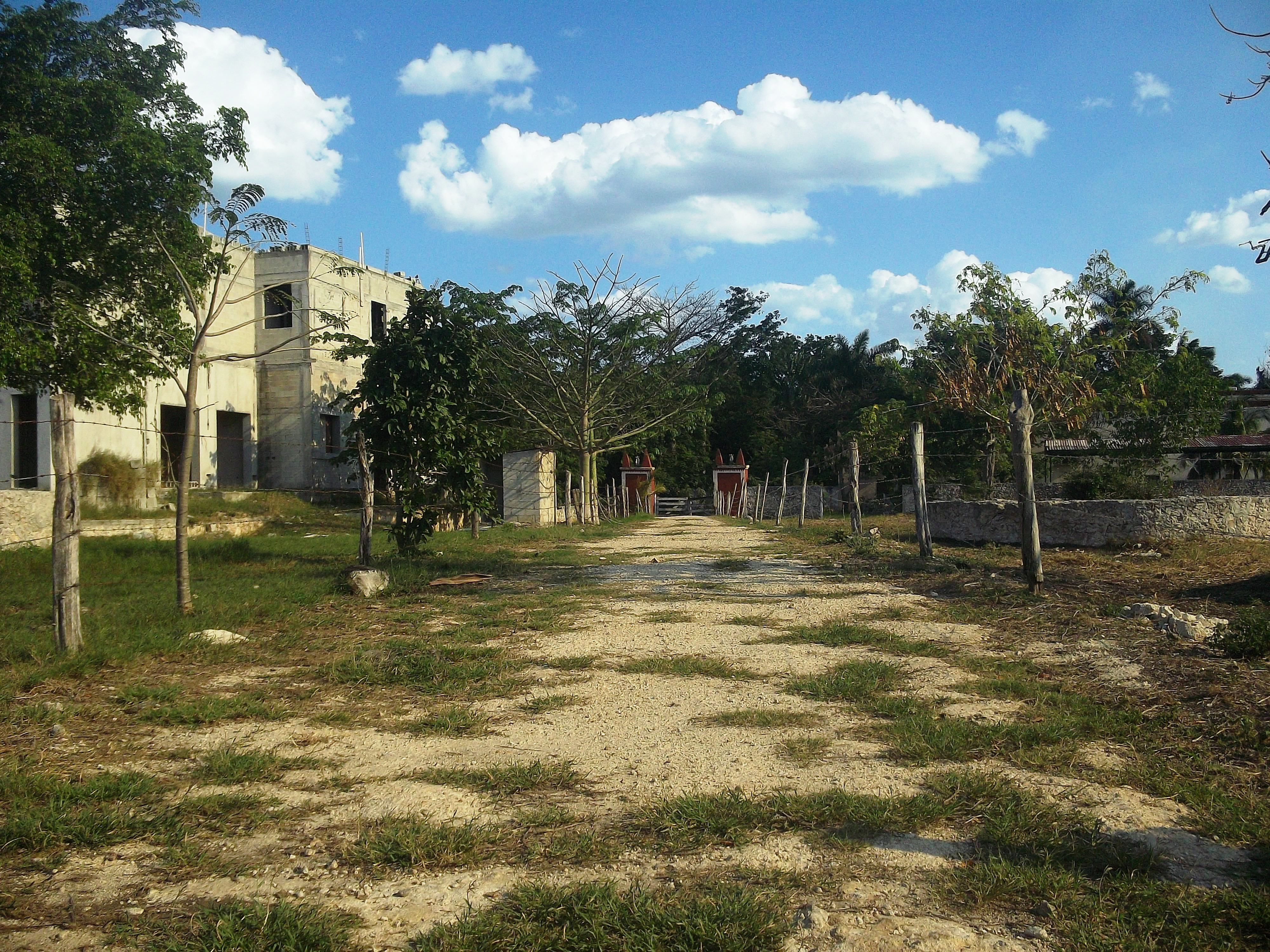
Entrada de la hacienda Kankabchén Gamboa.